# Coupe du monde de roller derby
 (avril 2023).
La Coupe du monde de roller derby a eu lieu trois fois depuis 2011 pour les compétitions féminines, trois fois depuis 2014 pour les compétitions masculines et deux fois depuis 2015 pour les compétitions junior.
| 2011 | Toronto, Canada         | États-Unis | 336 − 333 | Canada     | Angleterre | 208 − 85  | Australie  | 13 |
| 2014 | Dallas, États-Unis      | États-Unis | 219 − 105 | Angleterre | Australie  | 197 − 128 | Canada     | 30 |
| 2018 | Manchester, Royaume-Uni | États-Unis | 186 - 147 | Australie  | Canada     | 173 - 147 | Angleterre | 41 |
| 2025 | Innsbruck, Autriche     | États-Unis | 208 - 55  | Australie  | Angleterre | 149 - 84  | France     | 48 |

| 2014 | Birmingham, Angleterre | États-Unis | 260 − 71  | Angleterre | Canada    | 196 − 111 | France | 15 |
| 2016 | Calgary, Canada        | États-Unis | 212 - 143 | Angleterre | Australie | 243 - 174 | Canada | 20 |
| 2018 | Barcelone, Espagne     | États-Unis | 203 - 85  | Angleterre | Australie | 189 - 186 | France | 24 |
| 2026 | Orléans, France        | -          | -         | -          | -         | -         | -      | -  |

| 2015 | Kent, Washington         |                    |                  |           |   |
| 2018 | Pennsylvanie, États-Unis | États-Unis (ouest) | États-Unis (est) | Canada    | 6 |
| 2023 | France, Valence          | USA                | France           | Australie | 8 |
| 2025 | Autralie, Brisbane       |                    |                  |           |   |

En raison de la maladie à coronavirus 2019, l'édition de la Coupe du monde masculine de roller derby 2020 initialement prévue en juillet 2020 à Saint-Louis aux États-Unis est reportée puis finalement annulée par les organisateurs.
La coupe du monde junior aura lieu en 2023 à Valence, en France.